# Ribeirão das Neves
Ribeirão das Neves − miasto w Brazylii, w stanie Minas Gerais.
Liczba mieszkańców w 2000 roku wynosiła 245 143.
W mieście rozwinął się przemysł ceramiczny oraz budowlany.